# Globus Toolkit
Globus Toolkit  é um conjunto de serviços que facilitam a computação em grade. Esses serviços podem ser usados para a submissão e controle de aplicações, movimentação de dados, segurança no ambiente do grid e descoberta de recursos. Atualmente, é a solução de maior impacto na comunidade da computação de alto desempenho. Globus e os protocolos definidos em sua arquitetura tornaram-se um padrão como infra-estrutura para computação em grade. 
Em maio de 2017, foi anunciado que o serviço seria descontinuado em janeiro de 2018.